# آذربایجان ایرلاینز

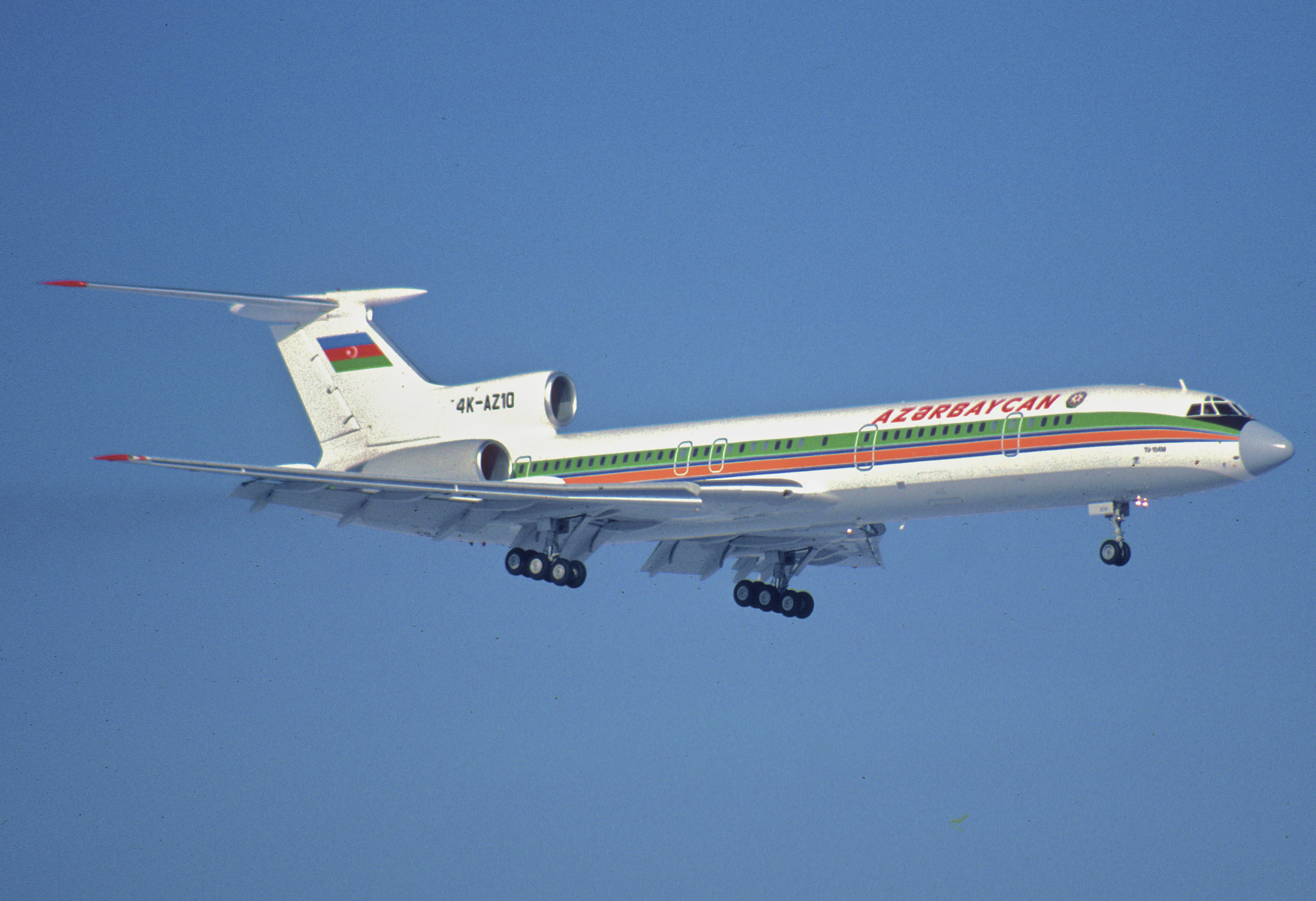
هواپیمای توپولوف ۱۵۴ متعلق به آذربایجان ایرلاینز.

آذربایجان ایرلاینز (به انگلیسی: Azerbaijan Airlines) شرکت هواپیمایی حامل پرچم جمهوری آذربایجان است، که در سال ۱۹۹۲ پس از تفکیک از شرکت هواپیمایی آئروفلوت، راه‌اندازی شد.
آذربایجان ایرلاینز در حال حاضر روزانه به ۲۲ مقصد پروازهای مستقیم دارد. دفتر مرکزی این شرکت در شهر باکو، جمهوری آذربایجان قرار دارد و فرودگاه بین‌المللی حیدر علی‌اف، قطب این شرکت هواپیمایی به‌شمار می‌آید. این شرکت در حال حاضر در ناوگان هوایی خود، دارای ۳۱ فروند هواپیمای جت مسافربری است.